# Доктор Герроу
«Доктор Герроу» (англ. «Harrow») — австралійський телевізійний драматичний серіал. Прем'єра першого сезону на телеканалі ABC відбулася 9 березня 2018 року, другого — 12 травня 2019 року, а третього — 7 лютого 2021 року. Сценаристами є Стівен М. Ірвін і Лі МакҐрат. Головну роль зіграв Йоан Гріффідд, що дебютував як режисер під час третього сезону серіалу в лютому 2021 року.

## Сюжет
Сюжет серіалу обертається навколо відомого Деніела Гарроу, судового патологоанатома з Квінсленда. У кожному епізоді Деніел розв'язує конкретну справу за допомогою офіцера поліції Брисбена Сорої Дасс та інших патологоанатомів Ґрейс Моліньо й Саймона Ван Рейка. Поряд із цими справами існують і довгострокові проблеми, пов'язані з особистим життям та сім'єю Деніела.

## Акторський склад

### Головні актори
- Йоан Гріффідд — доктор Деніел Гарроу, старший судовий патологоанатом в Інституті судової медицини Квінсленда (ІСМК), розумний вчений, який досліджує справжні причини смерті людей, але приховує власні таємниці[4][5].
- Мірра Фолкс — сержант Сорой Дасс, кримінальна слідча в уніформі поліції Квінсленда, любовний інтерес Деніела.
- Ремі Гі — Саймон Ван Рейк, молодший судовий патологоанатом, помічник і протеже Деніела[4][6].
- Анна Ліз Філліпс — Стефані Толсон, колишня дружина Деніела, матір Ферна та вчителька початкової школи[4].
- Даррен Ґілшенан — Лайл Ріджвелл Лівінґстон Фейрлі, старший судовий патологоанатом ІСМК[4].
- Деміен Ґарві — Браян Ніколс, старший сержант відділу кримінальних розслідувань поліції Квінсленда. Хоча Деніел дратує його, вони професійно поважають один одного[4].
- Елла Ньютон — Ферн Гарроу, дочка Деніела та Стефані, яка живе на вулиці два роки[4].
- Гантер Пейдж-Локард — Каллан Провд, хлопець Ферн, торговець наркотиками[4].
- Робін Малкольм — Максін Александра Павіч, директорка ІСМК і начальниця Деніела, любовний інтерес Браяна[4].
- Тоні Баррі — Джек Твайн, колишній начальник Деніела в ІСМК.
- Джолін Андерсон — доктор Ґрейс Моліньо, племінниця Лайли, молодша судова патологоанатомка ІСМК, колишня нейрохірургиня. Кохання Деніела[5][7].

## Епізоди
| Сезон | Епізоди | Епізоди | Оригінальний показ | Оригінальний показ | Оригінальний показ |
| Сезон | Епізоди | Епізоди | Перший показ       | Останній показ     | Мережа             |
| ----- | ------- | ------- | ------------------ | ------------------ | ------------------ |
| 1     | 10      | 10      | 9 березня 2018     | 11 травня 2018     | ABC                |
| 2     | 10      | 10      | 12 травня 2019     | 14 липня 2019      | ABC                |
| 3     | 10      | 10      | 7 лютого 2021      | 11 квітня 2021     | ABC                |